# Дівочі посиденьки
Дівочі посиденьки (англ. Pretty Ladies) — американська комедійна драма режисера Монта Белла 1925 року.

## У ролях
- Зазу Піттс — Меггі Кінан
- Том Мур — Ел Кессіді
- Енн Пеннінгтон — Енн Пеннінгтон
- Ліліан Тешман — Сельма Ларсон
- Бернард Рендолл — Аарон Севейдж
- Хелена Д'Елджі — Адріанна
- Норма Ширер — Френсіс Вайт
- Джордж К. Артур — Роджер Ван Хорн
- Джоан Кроуфорд — Боббі
- Ден Кріммінс — Шин